# 노퍽 애드미럴스 (ECHL)
| 노퍽 애드미럴스 | |
| 콘퍼런스        | 동부 콘퍼런스                                                                                       |
| 디비전          | 사우스 디비전                                                                                       |
| 설립연도        | 1995년 2003년(ECHL 가입)                                                                            |
| 해체연도        | |
| 역사            | 베이커즈필드 포그 (1995년~1998년) 베이커즈필드 콘더스 (1998년~2015년) 노퍽 애드미럴스 (2015년~현재) |
| 경기장          | 노퍽 스코프                                                                                         |
| 연고지          | 버지니아주 노퍽                                                                                     |
| 상징색          | 청색, 빨강, 하양, 오렌지                                                                            |
| 구단주          | 오일러스 엔터테인먼트 그룹                                                                          |
| 단장            | 매튜 라일리                                                                                         |
| 감독            | 에릭 베일류                                                                                         |
| NHL 제휴        | 내슈빌 프레더터스                                                                                   |
| AHL 제휴        | 밀워키 애드미럴스                                                                                   |
| 정규시즌 우승   | -                                                                                                   |
| 콘퍼런스 우승   | -                                                                                                   |
| 디비전 우승     | 1 (2010)                                                                                            |
| 켈리 컵         | -                                                                                                   |
| 영구 결번       | -                                                                                                   |

노퍽 애드미럴스(Norfolk Admirals)는 미국 버지니아주 노퍽를 연고지로 하는 ECHL의 동부 콘퍼런스 사우스 디비전 소속 아이스 하키팀이다.

## 역대 홈경기장
| 노퍽 애드미럴스 |             |          |                 |      |
| 경기장          | 사용기간    | 수용인원 | 장소            | 비고 |
| 노퍽 스코프     | 2015년~현재 | 8,701명  | 버지니아주 노퍽 | 빈칸 |